# Spui (Fluss)

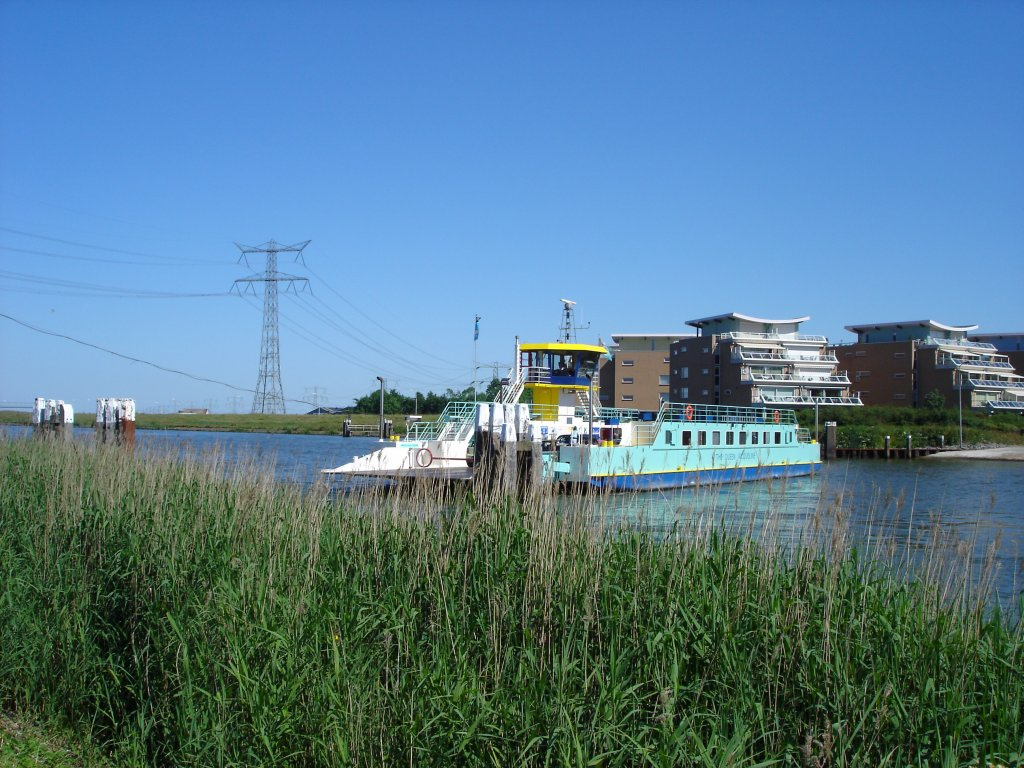
Autofähre bei Hekelingen

Das Spui ist ein etwa 16 km langes Gewässer im Delta des Rheins und der Maas. Seine Breite liegt zwischen 130 und 255 Metern und es hat eine durchschnittliche Tiefe von 5,55 Metern.
Es zweigt bei Oud-Beijerland von der Oude Maas auf deren linken Seite ab und mündet in den Haringvliet. Das Wasser fließt, je nach Ebbe oder Flut, in Richtung Harlingsvliet oder Oude Maas. Bei geringer Wasserzufuhr durch Rhein und Maas wird deren südlicher Abfluss in die Nordsee u. a. via  Spui nach Norden durch den Europoort umgeleitet. Die Schleusen des Haringvlietdams sind dann geschlossen.
Die Spui ist die Trennungslinie zwischen der ehemaligen Insel Putten und der Hoeksche Waard. Gegenüber Goudsward mündet die Bernisse über ein Einlasswerk in das Spui. Die Bernisse führt dem Brielsemeer Süßwasser zu.
Zwischen Nieuw-Beijerland und Hekelingen verkehrt eine Autofähre, und eine Fahrrad- und Fußgängerfähre verbindet Oud-Beijerland mit Beerenplaat und Rhoon. Es gibt keine Brücke über das Spui.
Entlang des Spuis sind bekannte Naherholungsgebiete, wie der Oude Tol bei Oud-Beijerland, die Zonneweide bei Pershil oder die Costa del Spui bei Goudsward. Vorsicht ist beim Schwimmen im Spui geboten. Die Gezeitenströme erreichen Geschwindigkeiten von mehreren Kilometern pro Stunde.